# Gervasio Deferr
Gervasio Deferr Ángel (Premià de Mar, 7 novembre 1980) è un ginnasta spagnolo vincitore di due medaglie d'oro e una d'argento alle olimpiadi.

## Palmarès
- Giochi olimpici estivi

Sydney 2000: oro nel volteggio.
Atene 2004: oro nel volteggio.
Pechino 2008: argento nel corpo libero.
- Campionati mondiali di ginnastica artistica

1999 - Tianjin: argento nel corpo libero.
2007 - Stoccarda: argento nel corpo libero.